# Kurt Loose

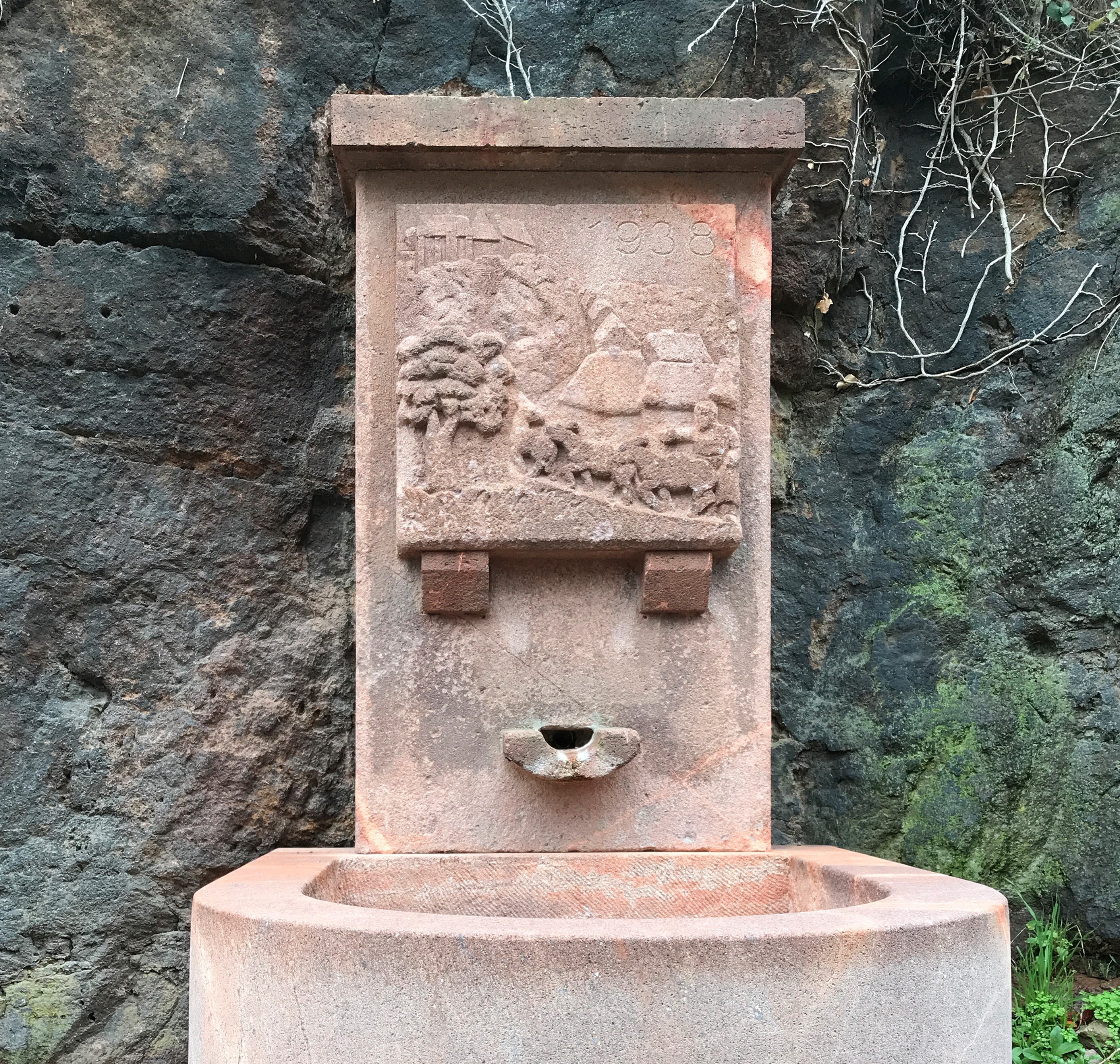
Eselsbrunnen Leisnig, Schlossberg

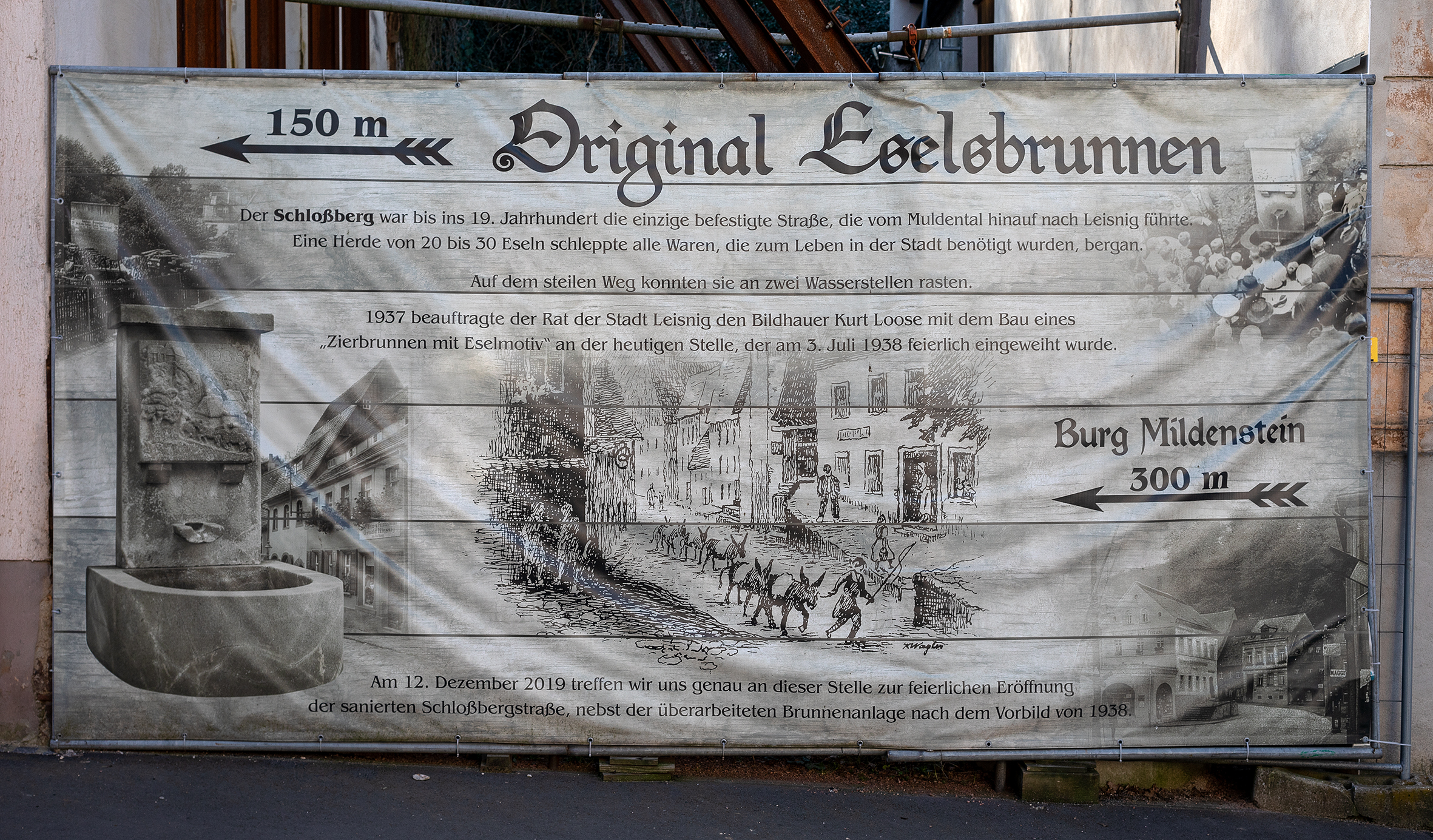
Bauzauntransparent, Leisnig, 2022

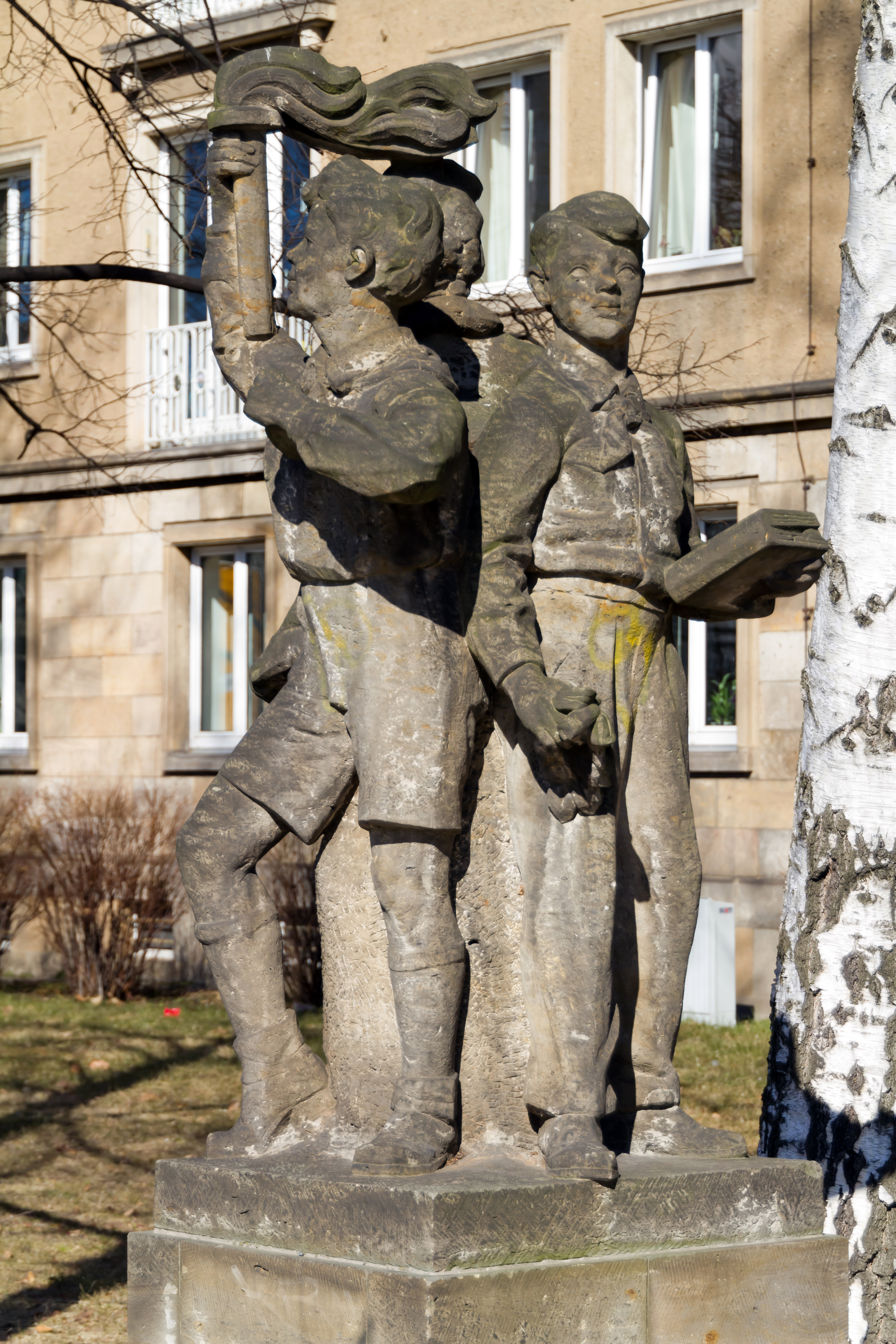
Plastik Junge Pioniere

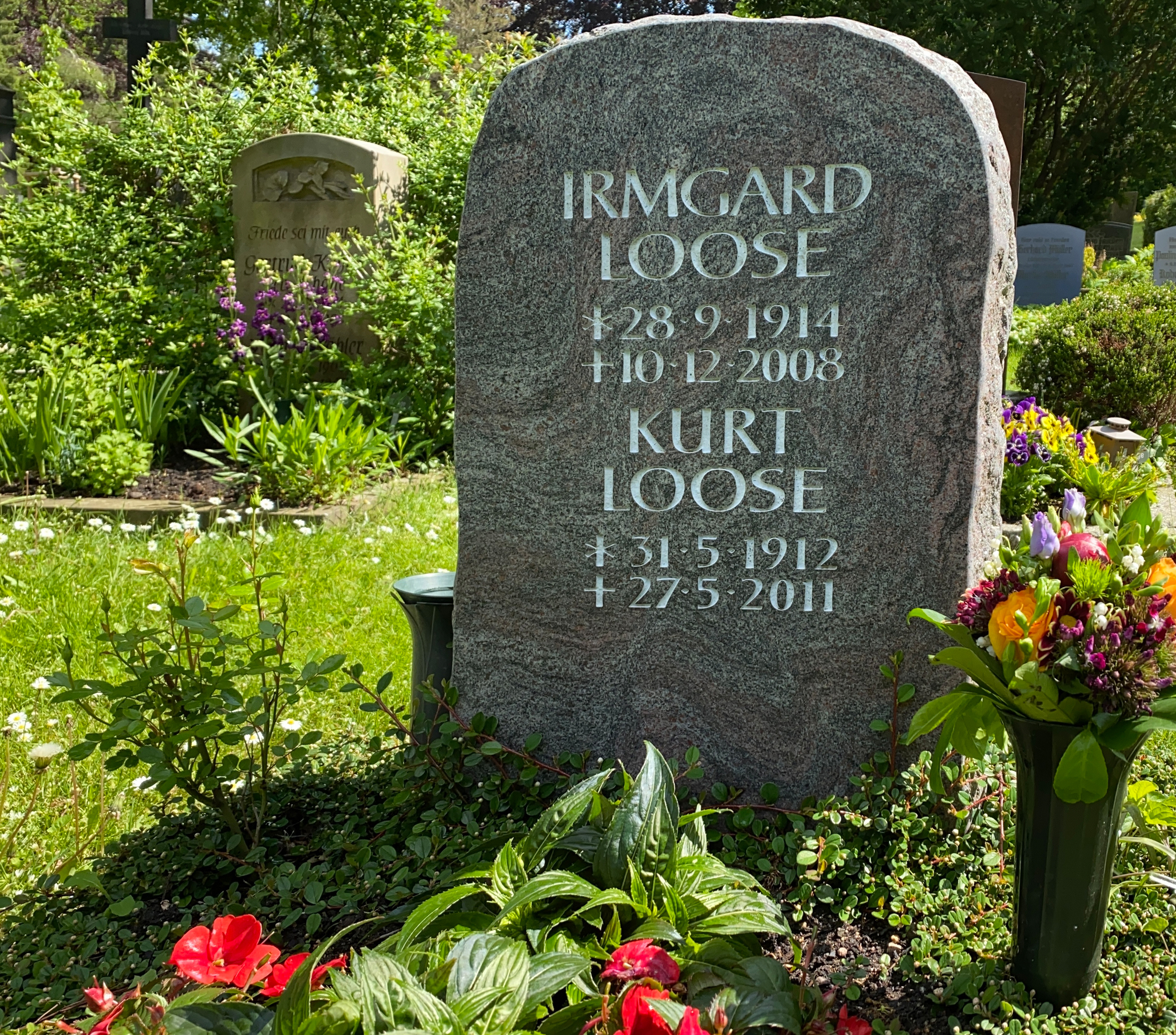
Grabstein Irmgard und Kurt Loose

Kurt Loose (* 31. Mai 1912 in Leisnig; † 27. Mai 2011 in Dresden) war ein deutscher Bildhauer und Restaurator.

## Leben
Kurt Loose wuchs in der sächsischen Stadt Leisnig auf und absolvierte nach dem Besuch der Volksschule eine vierjährige Lehre zum Holzbildhauer. Daran schloss er ab dem Jahr 1931 eine zweite Ausbildung als Volontär zum Steinmetz und Steinbildhauer an. Mit dem Herbstsemester des Jahres 1933 begann er ein Studium an der Staatlichen Akademie für Kunstgewerbe in Dresden in der Abteilung für Dekorative Plastik bei Rudolf Born. Das Studium schloss er im Frühjahr 1938, mit dem letzten Semester als Meisterschüler, ab. Im Jahr 1939 heirateten er Frau Irmgard Basler. Während des Zweiten Weltkriegs war Loose ab dem Jahr 1940 Soldat und kehrte im Jahr 1948 aus sowjetischer Kriegsgefangenschaft nach Dresden zu Ehefrau und den beiden Kindern zurück.
Vom Jahr 1951 bis 1957 war Kurt Loose an fast allen vom Verband Bildender Künstler Deutschlands (VBKD) in Dresden organisierten Kunstausstellungen beteiligt und nahm an verschiedenen Gestaltungswettbewerben für den Wiederaufbau der Stadt Dresden teil. Er war auch Gründungsmitglied der Künstlergenossenschaft Kunst der Zeit. Im Jahr 1954 wurde seine zweite Tochter geboren.
Mitte der 1950er Jahre verstärkten sich gesundheitliche Probleme, die ihre Ursache in Kriegsverletzungen hatten. Die berufliche Unsicherheit bewog ihn zum Entschluss, seine Freiberuflichkeit aufzugeben. Er nahm eine Anstellung als Restaurator im Staatlichen Museum für Völkerkunde Dresden an, baute dort die vorher nicht existierende Restaurierungswerkstatt auf, leitete und prägte sie bis zum Erreichen seines Rentenalters 1977. Frühzeitig setzte er als Ergänzungsmaterial für Ethnografika eine Plast-Masse auf Polyvinylchlorid-Basis ein, hielt Vorträge und publizierte in Museumsfachzeitschriften. Zusätzlich restaurierte er im Auftrag von privaten und institutionellen Auftraggebern.
Neben der Museumstätigkeit arbeitete Kurt Loose weiter im Atelier, schuf Arbeiten im Eigenauftrag und reichte diese zu den Kunstausstellungen ein. Er variierte Techniken und Material und reagierte damit auf Zeitereignisse und den Wandel der Kunstrichtungen.

## Werke (Auswahl)
- 1938: Eselsbrunnen, Roter Porphyr, Schlossberg in Leisnig, Restaurierung 2019

- 1951: Brita, Gips getönt[3]

- 1951: Steinmetz, Gips getönt

- 1954: Junge Pioniere, Sandstein, Grunaer Straße in Dresden[4]

- 1959: Liebespaar, gebrannter Ton

- 1961: Schachspieler, PVC-Masse

- 1967: Mädchen mit Taube, Holz

- 1972: Reliefzyklus: Anfang und Ende (6-teilig), PVC-Masse

- 1974: Keine Zeit, PVC-Masse

- 1988: Jugend unserer Zeit, Holzmasse, Paketstrick, Plastik

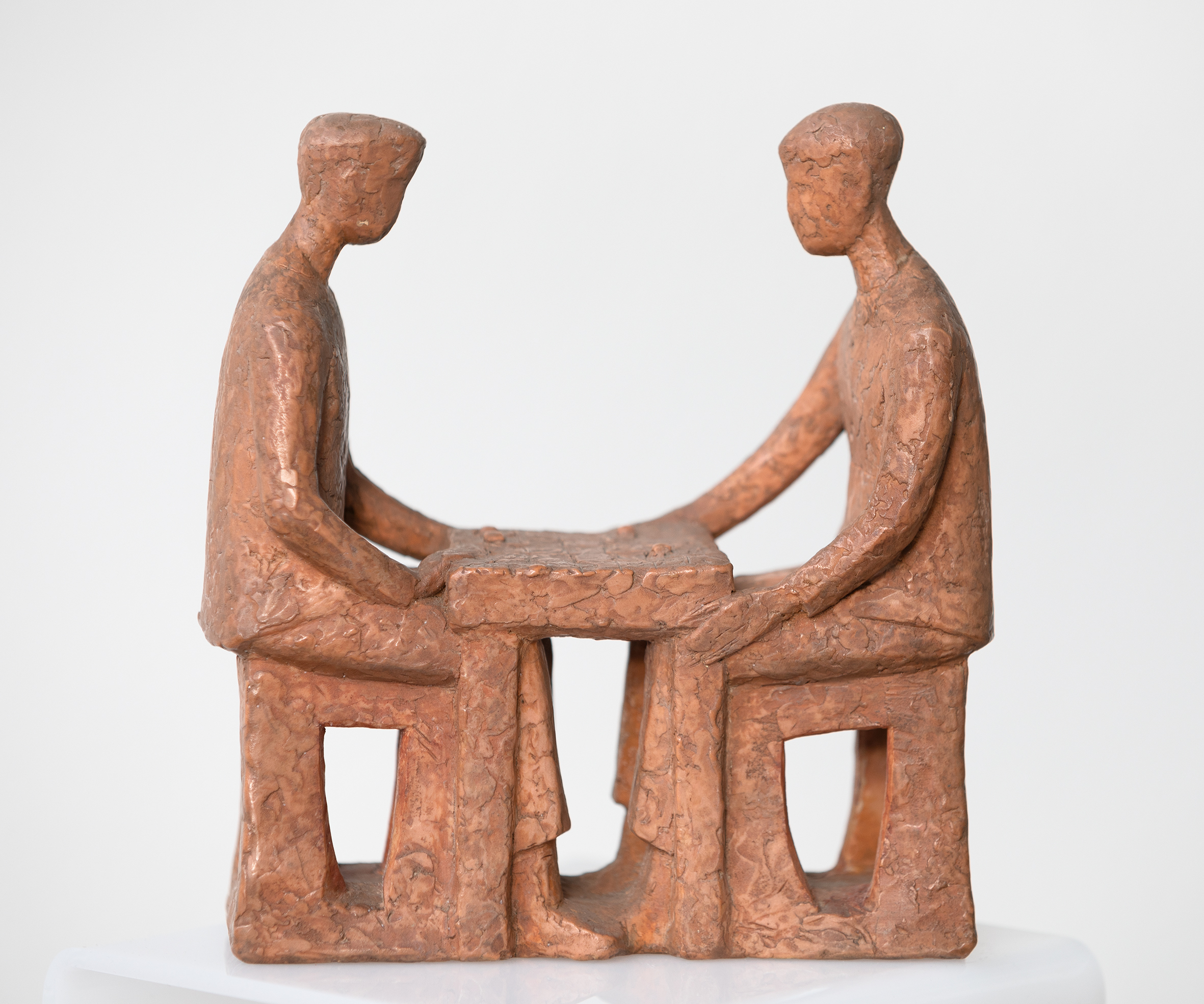
Schachspieler, 1961
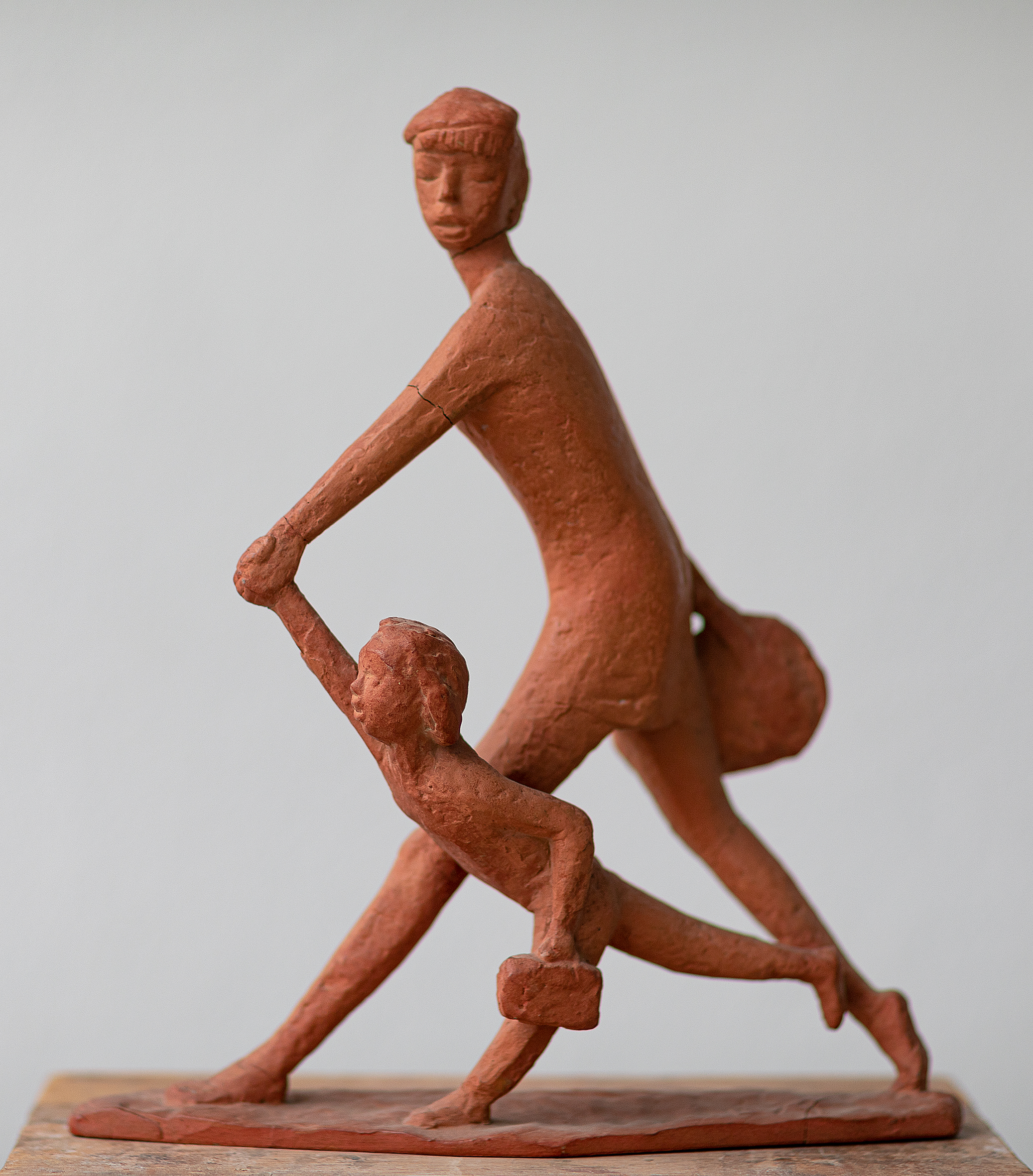
Keine Zeit, 1974
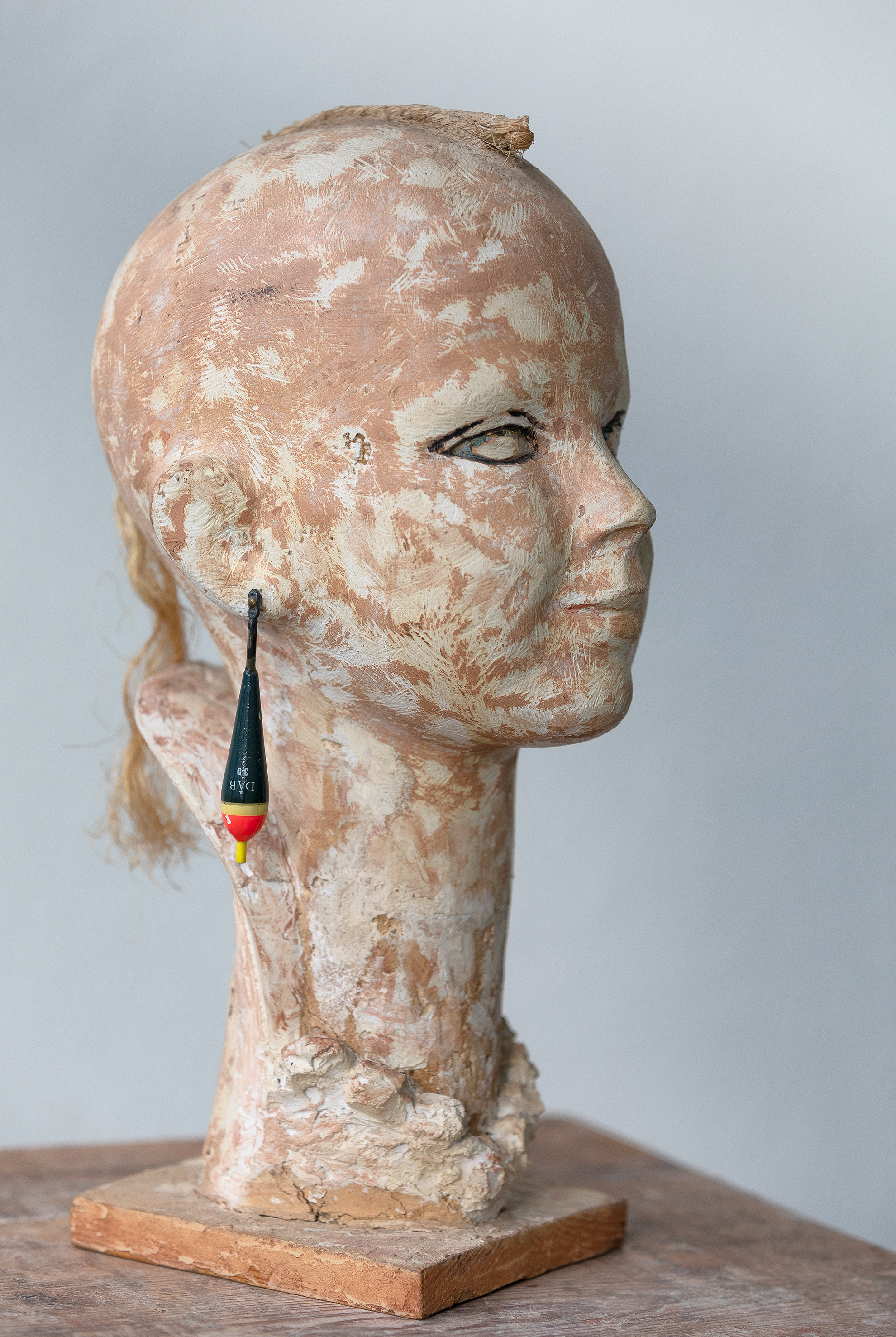
Jugend unserer Zeit, 1988

## Ausstellungen (Auswahl)
- 1951: Septemberausstellung Dresdner Künstler, Dresden, 1951

- 1953: Dritte Deutsche Kunstausstellung, Dresden, 1953[3]

- 1953/54: Herbstausstellung Dresdner Künstler, Dresden, 1953/54

- 1954/55: Erste Bezirksausstellung des VBKD, 1954/55

- !955: Plastik Graphik, Dresden, 1955

- 1955: das bildnis, Dresden, 1955

- 1957: Personalausstellung Kurt Loose zum Heimatfest 1957, Leisnig, Burg Mildenstein

- 1957: Zweite Bezirkskunstausstellung des VBKD, Dresden, 1957

- 1961: Vierte Bezirksausstellung des VBKD, Dresden, 1961

- 1963: Sport in der Bildenden Kunst, Dresden, 1963, Museum für Stadtgeschichte

- 1969: Frauen unserer Gesellschaft, Dresden, 1969

- 1969: Bezirkskunstausstellung zum 20. Jahrestag der DDR, Dresden, 1969[5]

- 1972: Kunstausstellung 1972 Bezirk Dresden

- 1986: Kleinplastik, Dresden, 1986, Galerie Kunst der Zeit[6]

- 1992: Personalausstellung Kurt Loose zum 80. Geburtstag, 1992, Leisnig, Burg Mildenstein